# Синицын, Григорий Иванович
Григорий Иванович Синицын (6 января 1900,  д. Усушек, Могилёвская губерния, Российская империя — 24 июня 1947, Москва,  СССР) — советский военачальник, генерал-майор (11.07.1945).

## Биография
Родился 6 января 1900 года в деревне Усушек, ныне  в Быховском районе, Могилёвской области. До службы в армии работал в колбасной мастерской Бурлея в Киеве.

### Военная служба

#### Гражданская война
С 25 марта 1918 года в должности помощника командира 1-го Усушского партизанского отряда участвовал в боях против польских легионеров. В июне перешел из отряда в 6-й Мценский полк, переименованном затем в 153-й стрелковый. С января 1919 года — курсант 1-х Могилевских пехотных командных курсов, в составе которых воевал на Западном фронте против белополяков. С октября продолжил учебу на 2-х Московских пехотных командных курсах. Будучи курсантом, принимал участие в боях с войсками генерала Н. Н. Юденича под Петроградом. По возвращении с Петроградского фронта в январе 1920 года зачислен курсантом на 1-е Московские пехотные командные курсы. После завершения обучения с марта состоял в распоряжении РВС Западного фронта. В апреле 1921 года назначен уполномоченным по борьбе с бандитизмом по Быховскому уезду.

#### Межвоенные годы
С апреля 1922 года командовал взводом в Быховской роте особого назначения, с августа — в 745-й Могилевской роте особого назначения. С ноября 1924 года  проходил службу командиром взвода в 97-м стрелковом полку 33-й стрелковой дивизии ЗапВО. С декабря 1926 года был помощником командира и командиром роты в 87-м стрелковом полку 29-й стрелковой дивизии БВО, с ноября 1927 года служил в тех же должностях в 99-м стрелковом полку 33-й стрелковой дивизии. Член ВКП(б) с 1928 года. В ноябре 1929 года направлен в распоряжение начальника штаба ОКДВА командиром отдельного батальона для участия в конфликте на КВЖД. Однако в связи с окончанием боевых действий в должность не вступил, а был назначен в 119-й стрелковый полк 40-й стрелковой дивизии, где проходил службу командиром роты и помощником начальника штаба полка. С декабря 1931 года исполнял должность начальника 4-го отдела штаба дивизии. В сентябре 1932 года переведен в штаб Приморской группы войск ОКДВА, где был помощником начальника 4, 5 и 6-го отделов. С января 1935 года там же временно исполнял должность начальника 6-го отдела. С мая 1936 года — слушатель Военной академии РККА им. М. В. Фрунзе. После окончания обучения в мае 1939 года направлен помощником начальника 1-го отдела Управления высших военно-учебных заведений РККА. В период Советско-финляндской войны 1939-1940 гг. принимал участие в качестве представителя НКО СССР. С февраля 1940 года — начальник Калининских КУНС запаса, с декабря — старший преподаватель, затем зам. начальника кафедры тактики Курсов усовершенствования политсостава Красной армии.

#### Великая Отечественная война
10	июля 1941 года подполковник  Синицын назначен начальником штаба 278-й стрелковой дивизии, формировавшейся в ОрВО. После завершения формирования она вошла в состав 50-й армии Брянского фронта. В начале сентября  переведен командиром 853-го стрелкового полка этой дивизии. В ходе Орловско-Брянской оборонительной операции 13 октября, прикрывая остатками двух полков дивизии переправу в районе Гутовского завода и отход ее основных сил, попал в окружение. Лишь 6 ноября ему удалось с группой из 38 бойцов и командиров с оружием и документами выйти к своим войскам в районе Тулы. После проверки 11 января 1942 года был назначен начальником штаба 19-й стрелковой дивизии, с которой участвовал в битве под Москвой.
С июня 1942 года исполнял должность заместителя начальника штаба 5-й армии, с июля — заместитель начальника штаба по ВПУ армии. Войска армии в это время вели оборонительные бои на гжатском направлении. 7 ноября назначается заместителем командира 29-й гвардейской стрелковой Краснознаменной дивизии, а 4 января 1943 года был допущен к командованию 108-й стрелковой дивизией. Части последней в составе 5-й армии находились в обороне в районе Гжатска. С середины февраля она, совершив 400-километровый марш, вела бои на жиздренском направлении. Особенно тяжелыми были бои 18-21 марта, когда противник предпринял наступление значительными силами пехоты и танков. Многие бойцы из только что прибывшего пополнения не выдержали и сдались в плен. 13 июня 1943 года «за проявление безволия, неумение потребовать выполнения своих приказов от подчиненных, неумение восстановить дисциплину в частях и за отсутствие контроля за режимом на переднем крае обороны, что привело к наличию большого количества чрезвычайных происшествий, выразившихся в измене родине» полковник Синицын был отстранен от командования и зачислен в резерв.
С августа по декабрь 1943 года проходил переподготовку на курсах при Высшей военной академии им. К. Е. Ворошилова, затем в начале января 1944 года был назначен врид командира 164-й стрелковой дивизии 33-й армии Западного фронта. 26 января в боях на витебском направлении был ранен и до 15 февраля находился в госпитале. Летом 1944 года дивизия в составе 39-й армии 3-го Белорусского фронта участвовала в Витебско-Оршанской наступательной операции. За отличия в боях при освобождении города Витебск ей было присвоено наименование «Витебская» (02.07.1944). В дальнейшем дивизия успешно действовала в Вильнюсской и Каунасской наступательных операциях, за что была награждена орденом Красного Знамени (12.08.1944). В конце августа она передана 1-му Прибалтийскому фронту и в составе 43-й армии принимала участие в Рижской наступательной операции. В октябре ее части успешно действовали в Мемельской наступательной операции. На заключительном этапе войны в 1945 году дивизия сражалась против группировки противника на Курляндском полуострове в составе 84-го стрелкового корпуса 4-й ударной, 6-й и 10-й гвардейских армий.
За время войны комдив Синицын  был  два  раза персонально упомянут в благодарственных в приказах Верховного Главнокомандующего.

#### Послевоенное время
После войны генерал-майор  Синицын продолжал командовать той же дивизией. С мая 1946 года исполнял должность командира 16-й отдельной стрелковой бригады в городе Чкалов. В феврале 1947 года зачислен в распоряжение Управления кадров Сухопутных войск, а в апреле направлен на курсы по подготовке преподавателей при Военной академии им. М. В. Фрунзе.
Умер 24 июня 1947 года. Похоронен в Москве на Новодевичьем кладбище (4 уч. 60 ряд.).

## Награды
- орден Ленина (21.02.1945)[8][9]
- орден Красного Знамени (03.11.1944)[9][10]
- орден Суворова II степени (03.07.1944)[11]
- орден Отечественной войны I степени (06.06.1945)[12]
- орден Красной Звезды (21.07.1942)[13]
  - медали в том числе:
  - «XX лет Рабоче-Крестьянской Красной Армии» (1938)[13]
  - «За оборону Москвы» (22.09.1944)[14]
  - «За победу над Германией в Великой Отечественной войне 1941—1945 гг.» (1945)[15]

Приказы (благодарности) Верховного Главнокомандующего в которых отмечен Г. И. Синицын.
- За овладение штурмом крупным областным центром Белоруссии городом Витебск – важным стратегическим узлом обороны немцев на западном направлении. 26 июня 1944 года. № 119.
- За прорыв глубоко эшелонированной обороны противника юго-восточнее города Рига, овладении важными опорными пунктами обороны немцев — Бауска, Иецава, Вецмуйжа и на реке Западная Двина — Яунелгава и Текава, а также занятии более 2000 других населённых пунктов. 19 сентября 1944 года.  № 189.